# HD 108863
HD 108863 är en orange jätte, eller underjätte i stjärnbilden Berenikes hår.
Stjärnan har visuell magnitud +7,72 och kräver fältkikare för att kunna observeras.

## Planetsystem
En exoplanet, HD 108863 b upptäcktes 2011 kring stjärnan genom mätningar av radialhastighet. Den befinner sig på ett avstånd av ungefär 1,4 AE med en omloppstid av 443 dygn och en excentricitet som är mindre än 0,1.
| Planet | Massa        | Halv storaxel (AE) | Siderisk omloppstid (d) | Excentricitet | Inklination | Radie |
| ------ | ------------ | ------------------ | ----------------------- | ------------- | ----------- | ----- |
| b      | 2,6 ± 0,2 MJ | 1,4 ± 0,03         | 443,4 ± 4,2             | <0,1          | -           | -     |